# Gratien Gélinas
Pour les articles homonymes, voir Gélinas.
Répertoire
- Fridolinades (1938-1946, 1956)
- La Dame aux camélias (1943)
- Tit-Coq (1948)
- Bousille et les justes (1959)
- Hier, les enfants dansaient (1966)
- La Passion de Narcisse Mondoux (1987)

Gratien Gélinas (né le 8 décembre 1909 à Saint-Tite et mort le 16 mars 1999 à Oka) est un acteur, dramaturge et producteur québécois. Créateur des personnages de Fridolin, Tit-Coq et Bousille, il est également le fondateur de la Comédie Canadienne.
Pour ses nombreuses contributions au monde du théâtre et du cinéma au Québec et au Canada, Gratien Gélinas est considéré comme le père de la dramaturgie québécoise,,.

## Biographie

### Jeunesse
Gratien Gélinas vient au monde à Saint-Tite en Mauricie, dans une famille de condition modeste. Il est le fils aîné de Mathias Gélinas, un sellier originaire de Sainte-Flore (près de Grand-Mère), et de son épouse Genèva Davidson, fille aînée d'un artisan prospère de Saint-Tite.
Son enfance est marquée par les difficultés. Un an après sa naissance, son père Mathias perd son emploi. Attiré par un meilleur sort dans la métropole québécoise, il décide d'y déménager avec sa famille. Sa situation demeure toutefois instable. Il enfile les petits boulots, marqués par la précarité et de maigres salaires. Malgré l'arrivée d'un deuxième enfant (une fille, Rollande) en avril 1911, la famille continue de subir les aléas professionnels du père et les déménagements fréquents (douze fois en l'espace de treize ans). Ces difficultés pèsent sur les époux et des disputes « sérieuses et agressives » ponctuent régulièrement la vie familiale des Gélinas.
Le petit Gratien découvre la passion de sa vie, un jour, lors de la visite d'un ami de ses parents nommé Charles Duval. Celui-ci, doué en expression orale, fait à la demande du père une démonstration de ses talents en déclamation. Il récite alors « des poèmes, en prose ou en vers, comme L’épave, de François Coppée [et] Les imprécations de Barrabas, de Victor Hugo ». Cette rencontre marque profondément le jeune garçon, au point où, dans les jours suivant la visite, il s'amuse à imiter l'ami de ses parents dans tous les coins de la maison familiale.
Cette passion pour le jeu se confirme rapidement. Durant les vacances d'été, il séjourne à la ferme de son oncle Arclès Gélinas à Sainte-Flore. Trouvant un public réceptif parmi ses cousins et sa famille élargie, il met en scène ses premiers spectacles avec des costumes taillés dans de vieux vêtements, avec des maquillages et des décors rudimentaires. Lors de l'un de ces séjours, il se rend à Shawinigan pour assister à une représentation de Martyre, un mélodrame joué par la troupe de théâtre Barry-Duquesne. Il voit alors jouer pour la première fois l'acteur Fred Barry, qui laisse sur lui une forte impression.

### Études

#### Chez les Pères du Saint-Sacrement de Terrebonne
Durant son adolescence, la relation entre ses parents se dégrade. L'opposition entre son père – de tempérament bohème et peu ambitieux – et sa mère – fière et déterminée à réussir socialement – mène à une première séparation. Après une brève période de réconciliation, en juillet 1923, les parents se séparent de nouveau et Genèva quitte le domicile familial.
Déchiré, Gratien Gélinas cherche à s'évader de son quotidien par tous les moyens. Il décide alors de se consacrer entièrement à ses études. Grâce à l'aide de son oncle le père Olivier Gélinas (un sulpicien), le jeune Gratien est envoyé en pension au juvénat des Pères du Saint-Sacrement à Terrebonne, en août 1923. Cette entrée dans un juvénat où le théâtre est très valorisé offre un répit au futur comédien. Il s'y démarque rapidement, obtenant d'excellentes notes en français, en latin et en histoire. Dès l'automne, il est le premier de sa classe.

#### Collège de Montréal
Malgré son esprit vif et son assiduité, à la fin de son année scolaire à Terrebonne, Gratien Gélinas est prié de se diriger vers un autre collège. Sa famille étant trop pauvre pour lui permettre de poursuivre ses études au collège classique, le garçon peut toutefois compter sur son oncle Olivier Gélinas. Celui-ci lui trouve un bienfaiteur qui accepte de payer ses études, ce qui lui permet d'entrer au Collège de Montréal en novembre 1924. Très pieux et très studieux, le garçon s'intègre bien à son nouveau milieu. Étudiant le piano entre les classes, il se fait aussi admettre dans la troupe de théâtre du Collège.
Entretemps, le conflit entre ses parents se poursuit. Se voyant forcé de choisir entre son père et sa mère (son oncle l'incitant notamment à prendre le parti de son père), chaque visite au parloir se transforme pour lui en « interrogatoire en règle ». Les colères de sa mère lui sont particulièrement douloureuses. Ne supportant plus de devoir travailler pour subsister, celle-ci accuse le père de dilapider l'argent de la famille. Dans un geste rare à cette époque où le divorce est interdit par l'Église, Genèva obtient une séparation de biens de la Cour supérieure en avril 1925. Cette décision est vécue avec « une honte profonde » par Gratien, qui entretient dès lors le plus grand secret sur son intimité et sa vie familiale. Pour échapper à ce conflit, il se tourne vers les études. Se décrivant comme un élève « très sérieux [...] ne ratant jamais l'occasion d'en apprendre davantage », il développe aussi ses talents au sein de la troupe de théâtre du collège et perfectionne son art du monologue. Bien que sa popularité grandisse au sein du collège, il compte peu d'amis.
Entre 1925 et 1927, la relation entre ses parents demeure floue. Ils essaient à nouveau de faire vie commune, mais leurs tentatives s'avèrent « houleuses et déchirantes ». Puis, à l'été 1927, Gratien Gélinas vit un épisode particulièrement éprouvant. Son père Mathias loue une maison à Sainte-Flore (à l'insu de sa femme) pour y emmener ses deux enfants, dans le but de les soustraire à l'influence de leur mère. À la fin de l'été, au moment de revenir au Collège, le père est absent depuis deux ou trois jours. Sans argent, le garçon se voit forcé de quémander pour payer son billet de train vers Montréal. À son arrivée, il apprend que son bienfaiteur refuse de régler le coût de ses dernières années d'études. Face à cette mauvaise nouvelle, le supérieur du collège accepte le garçon au Collège pour une dernière année, gratuitement. Selon l'historienne Anne-Marie Sicotte, « [c]et incident témoigne de l'abandon affectif dans lequel sont laissés [Gratien] et [Rollande] » tout au long de leur enfance.

#### Séparation de ses parents
À la fin de l'année scolaire 1927-1928, Gratien Gélinas doit désormais subvenir aux besoins de la famille. Il trouve un premier emploi en semaine comme vendeur de toiles et cotons chez Dupuis Frères la semaine. À celui-ci s'ajoute un deuxième emploi de vendeur de chaussures, la fin de semaine. En novembre 1928, il réussit à améliorer sa situation en se faisant embaucher à la compagnie d’assurances La Sauvegarde comme secrétaire du président. Il y fait la connaissance notamment de Camillien Houde.
Le conflit entre ses parents se poursuit au tribunal à Montréal à la fin août 1929. Accusant son mari d'abus et de maltraitance (ainsi que d'avoir agressé sexuellement sa sœur de treize ans), Genèva réclame la séparation de corps. La Cour condamne Mathias Gélinas à verser une pension alimentaire à son épouse, mais celui-ci décide finalement de fuir aux États-Unis et de couper les ponts avec sa famille.
À la suite de ce dénouement, Gratien et sa sœur se soumettent à la volonté de leur mère et prétendent dorénavant que leur père est mort. Ce choix vise à protéger leur réputation, pour ne pas avouer qu'ils sont des enfants de « parents séparés, donc réputés vivant dans le péché » selon l'Église. Selon Pascal Gélinas, l'un des fils de Gratien, ce mensonge est « [u]n mensonge qui leur évite le jugement d’une société rigide, mais qui fait de mon père un orphelin, comme les personnages de Tit-Coq, Fridolin et Bousille qu’il créera ».

### Débuts
Malgré un emploi du temps très chargé, la passion de Gratien Gélinas pour le théâtre demeure entière. Quelques mois après le krach boursier, en décembre 1929, il fonde une troupe de théâtre amateur avec des anciens camarades du Collège de Montréal. Leur première pièce, L'Académicien (une comédie écrite par Daniel Auchitsky), est présentée le 10 février 1931.
Toutefois, son métier de comédien ne lui permet pas de gagner sa vie. Déterminé à poursuivre son ascension sociale et à s'assurer une certaine stabilité financière, il décide d'étudier la comptabilité. Tout en continuant à vendre des chaussures et en travaillant à La Sauvegarde, il entre aux cours du soir de l’École des Hautes Études commerciales en septembre 1931.
Peu à peu, Gratien Gélinas affine son jeu. Il tient un carnet où il note les blagues et les monologues qu'il apprend. En retranscrivant et en récitant certains textes comiques, il se surprend à en modifier une ligne ou un paragraphe, « pour actualiser le texte ou le rendre plus personnel ». Cette discipline de travail lui permet aussi de se faire remarquer pour ses talents de comique. C'est ainsi qu'il se retrouve en novembre 1932 dans la distribution de Blérot, une comédie écrite par Léopold Houlé et Paul Lecointe, présentée au Monument-National.

#### Radio
Durant la Dépression, le milieu du spectacle québécois traverse une période difficile sur le plan financier. À défaut de pouvoir faire vivre des troupes professionnelles locales, le Québec compte toutefois plusieurs troupes de théâtre amateur. La radio devient un nouveau tremplin pour les artistes de la scène, leur permettant de rejoindre un public plus vaste qu'auparavant. Les premières apparitions de Gratien Gélinas à la radio se déroulent dans ce cadre. Il interprète des rôles mineurs dans des adaptations de romans dirigées par Léopold Houlé. Dans l’émission Variétés professionnelles, diffusée à CKAC et animée par Yves Bourassa, on lui offre la possibilité de réciter ses monologues. Le 14 janvier 1935, il décroche son premier rôle professionnel dans Le Curé de village de Robert Choquette, sur les ondes de CKAC, l'un des premiers feuilletons radiophoniques à prendre l’antenne. Comme le raconte Gratien Gélinas : « Mon travail au Curé de Village allait être, pendant plus de quatre ans, une bénédiction. Nous étions payés 5 $ de l’émission. Certaines semaines, je me faisais jusqu’à 20 $. C’était plus que mon salaire à La Sauvegarde ».
En 1933, il se joint au Montreal Repertory Theatre (MRT), une troupe amateure de niveau semi-professionnel montant des pièces en anglais et en français. Avec cette troupe, il joue pour la première fois en anglais dans la pièce The Merry Wives of Windsor de William Shakespeare en mai 1935. La pièce est un succès et les critiques de la presse de l'époque saluent sa performance.

### Fridolin

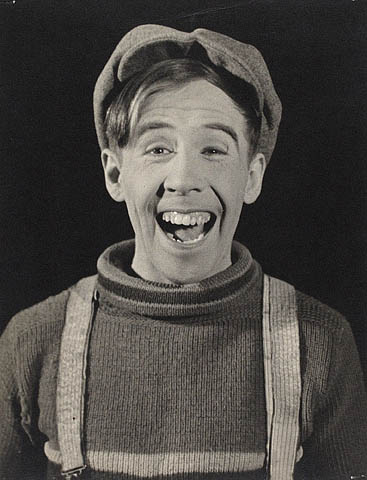
Gratien Gélinas dans le rôle de Fridolin, vers 1938.

À l’été 1937, Gratien se fait offrir un rôle de collégien dans Nous sommes en vacances, de Lionel Daunais; il y peaufine le personnage d’adolescent frondeur qu’il a élaboré dans certains monologues, et qui lui colle à la peau. Remarqué par des commanditaires, il se fait offrir d’être à la barre, en tant que comédien et auteur, d’une première émission radiophonique : Le Carrousel de la gaieté. Cette émission constituée de monologues, de courts sketchs et de chansons est diffusée en direct devant public à partir de l’automne 1937. En compagnie de Lionel Daunais et d'Albert Cloutier, Gélinas y interprète un personnage promis à un grand succès populaire : Fridolin.
Fridolin est un enfant de la rue de Montréal, vêtu d'une casquette, d'un chandail du Canadien, d'une culotte courte avec des bretelles et d'espadrilles. Espiègle et rusé, « doté d’une imagination débordante et d’une insatiable soif d’affection », avec un ton de fausse naïveté, il livre ses observations sur la société et sur l'actualité. Réjouissant le public par son humour et son franc-parler, Fridolin devient très vite un favori du public québécois, au même titre que La Poune. Gélinas quitte alors son emploi à La Sauvegarde pour se consacrer entièrement à sa carrière artistique.

### Fridolinons

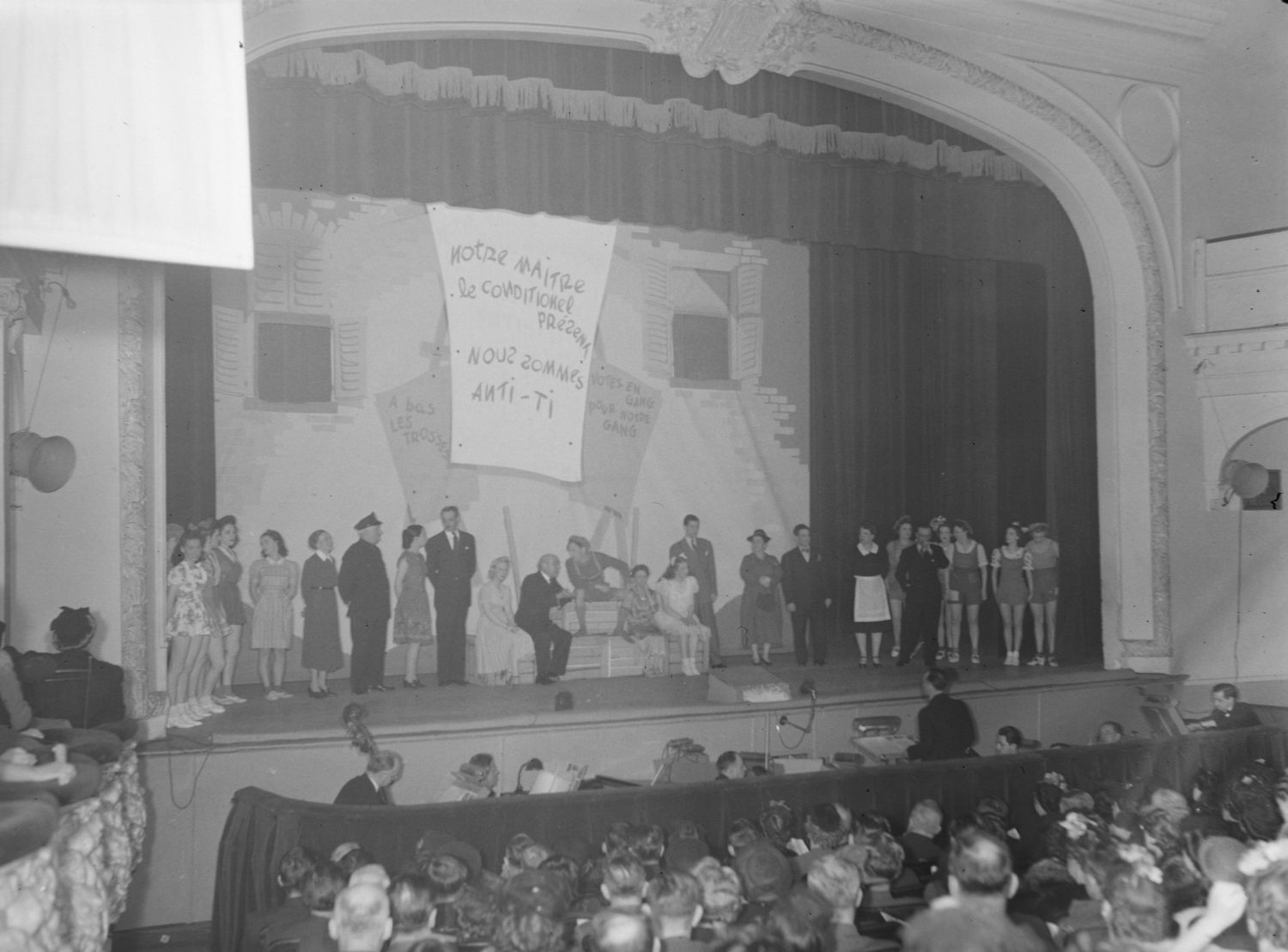
Une représentation de la revue Fridolinons en avril 1945.

En février 1938, Gélinas décide de profiter du succès de son émission radiophonique en mettant sur pied Fridolinons, une revue humoristique de l'actualité mettant en scène son personnage. Le spectacle est un succès instantané,. Présentée durant trois semaines à Montréal (au Monument-National) et une à Québec, la première édition de Fridolinons récolte plus de 20 000 dollars en recettes.
Afin d'alimenter ses sketchs, Gratien Gélinas s'entoure de comédiens de confiance tels que Juliette Béliveau, Juliette Huot, Olivette Thibault, Bernard Hogue, Albert Cloutier et, finalement, Fred Barry. Celui qu'il avait vu jouer à Shawinigan se trouve désormais à ses côtés et le prend sous son aile, lui offrant de précieux conseils tirés de sa longue expérience du théâtre.
En 1938, Fridolin reprend du service pour une deuxième saison radiophonique avec Le Train de plaisir. Jusqu’en 1940, Gélinas joue ainsi chaque semaine à la radio, en plus de produire sa revue annuelle. Sa charge de travail devient trop lourde et il abandonne la radio pour se consacrer à la scène. Il embauche un corédacteur anonyme, Louis Pelland, pour l'aider à écrire ses textes. Il présente ainsi sa revue annuelle, qui atteint une durée de six semaines à Montréal et de deux semaines à Québec, jusqu'en 1946.

### Tit-Coq

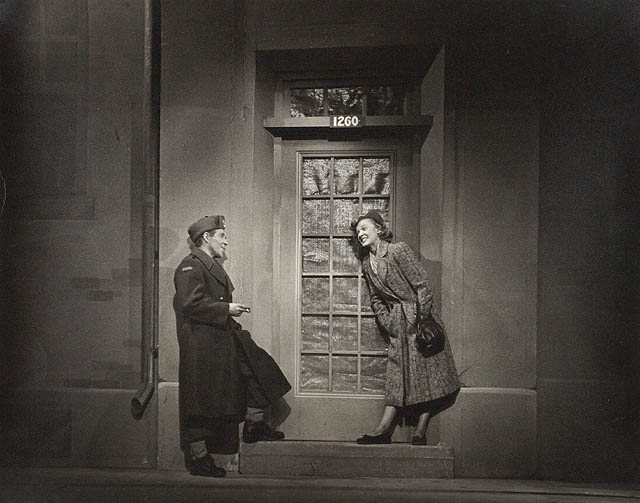
Muriel Guilbault et Gratien Gélinas dans la pièce Tit-Coq, 1948

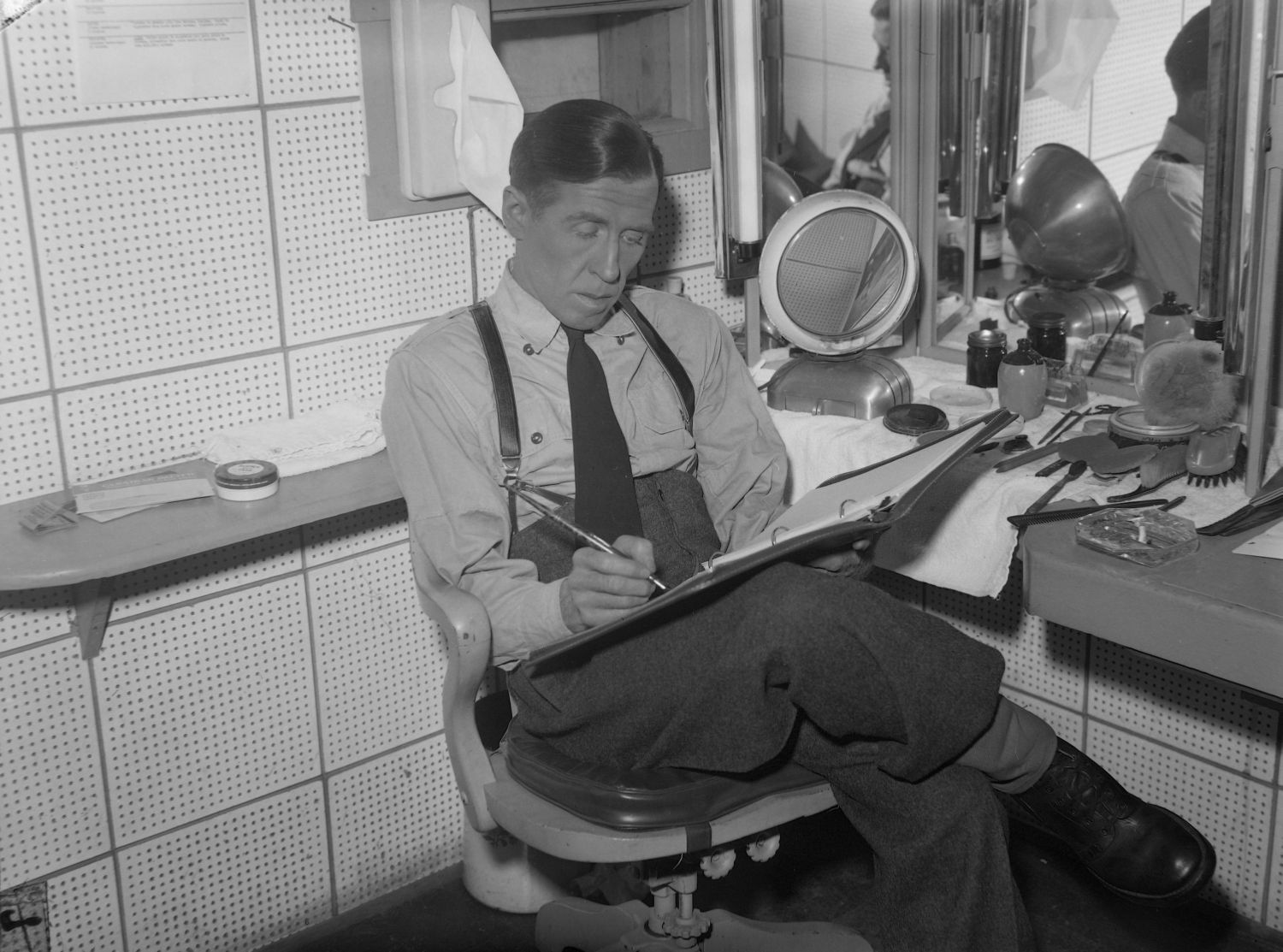
Gratien Gélinas dans sa loge, 1950.

Dans Fridolinons 45, il présente un sketch intitulé Le Départ du conscrit. Sur un ton doux-amer, le sketch met en scène un soldat profitant de ses dernières minutes de liberté en buvant un verre et en se vidant le cœur en compagnie d'une serveuse dans un café montréalais. Ce simple conscrit, demeuré sans nom dans le sketch, porte en lui l'embryon d'un deuxième personnage important du répertoire de Gratien Gélinas. Faisant une deuxième apparition dans la revue Fridolinons 46, ce personnage du conscrit devient alors un orphelin portant un lourd secret et aspirant à fonder une famille pour se réhabiliter.
En mai 1948, ce conscrit devient le personnage de Tit-Coq, qui donne son nom à une nouvelle pièce présentée au Monument-National. C'est un immense succès. La pièce est jouée plus de 600 fois, en français et en anglais, et se fait adapter au cinéma en 1953. Le succès étant encore au rendez-vous pour ce personnage tragique, le film de Tit-Coq obtient le prix du meilleur film canadien de l’année au Palmarès du film canadien.

### Carrière en anglais
Gratien Gélinas est le premier auteur de théâtre québécois qui cherche à rejoindre, dans sa langue, le public canadien-anglais. Sa pièce Tit-Coq est traduite et la première représentation en anglais a lieu à Montréal le 15 mai 1950. Une tournée s’organise dans les deux langues à travers le Canada. Les autres pièces du dramaturge seront également traduites en anglais.

#### Broadway
Gratien Gélinas est fasciné par les États-Unis. En 1946, il a joué, avec plusieurs comédiens québécois et la célèbre actrice américaine Miriam Hopkins, dans la pièce de Miklos Laszlo, St Lazare’s Pharmacy, présentée à Montréal et Chicago. Les critiques, au Canada et aux États-Unis, le louangent.
Après le succès remporté au Canada dans les deux langues par Tit-Coq, il aspire à conquérir Broadway, ce qu’aucun Québécois n’avait réussi jusqu’alors. Il signe un contrat avec un important producteur new-yorkais puis présente sa pièce à Chicago en janvier 1951. Apprenant, trois semaines après la première, qu’un théâtre de New York (le Broadhurst) vient de se libérer, il décide d'y transférer la pièce. Elle y est présentée le 8 février. Faute de publicité adéquate, c'est un échec. La critique est négative et le théâtre annule la pièce après seulement trois représentations. Les critiques sont tièdes et le producteur new-yorkais, qui ne veut pas courir un risque financier, annule la pièce après seulement trois représentations. Pour ajouter l'injure à l'insulte, Gélinas se rend compte que le producteur l'a roulé et qu'il devra assumer les pertes. Il revient au Québec honteux et presque ruiné. C'est son premier échec en vingt ans de carrière.

#### Fridolinons 56
En avril 1956, il produit Fridolinons 56. Reprenant la formule après une absence de dix ans, cette dernière édition conclue sa série de revues annuelles commencée en 1938. En mai et juin de la même année, il participe au Stratford Shakespearean Festival (Ontario). Il y joue le rôle du Dr Caius (un rôle qu’il avait interprété 20 ans plus tôt), dans The Merry Wives of Windsor et celui de Charles VI dans Henri V, avec Christopher Plummer. La critique porte sur lui un jugement des plus favorables.

### Comédie Canadienne
Avec l'aide de la Brasserie Dow, il achète en juin 1957 l'immeuble de l'ancien Théâtre Gayety à Jean Grimaldi. Il le rénove et inaugure la Comédie Canadienne le 22 février 1958. Il souhaite par ce geste fonder un théâtre qui se donnerait comme mission première de contribuer, par la création d'œuvres canadiennes-françaises, à l'établissement d'une identité nationale dans les arts de la scène. Il devient le directeur et embauche trois de ses fils dans l'entreprise.

#### Bousille et les justes
Stimulé par l’envie d’écrire une deuxième pièce qu’il pourrait présenter à la Comédie Canadienne, Gélinas reprend une idée qu’il avait eue pendant qu'il écrivait Tit-Coq, en 1947-1948. Créée le 17 août 1959, Bousille et les justes sera jouée 121 fois à Montréal. Révélant les comportements sociaux, telle l’hypocrisie religieuse, qui forment le cœur d'une société sur le point de basculer dans une Révolution tranquille, cette pièce est un succès non seulement au Québec, mais au Canada anglais et aux États-Unis. Traduite en anglais, elle sera jouée plus de 700 fois au total.
Selon Pascal Gélinas, une filiation peut être tracée entre les personnages de Fridolin, Tit-Coq et Bousille : « Ce dernier, comme Tit-Coq, est un orphelin ultimement rejeté par sa famille d’adoption. Les trois personnages, tous joués par leur auteur, sollicitent directement la sympathie du public et sont victimes d’une société à la moralité rigide et bien encadrée ».
En 1959, Jacques Languirand se joint à l’équipe de la Comédie. On y créera quelques-unes des pièces majeures de l'époque : plusieurs pièces de Marcel Dubé, dont Un simple soldat; Le Gibet de Jacques Languirand; Les Temples de Félix Leclerc; Le cri de l’engoulevent et Docile de Guy Dufresne; Double Jeu et Médium saignant de Françoise Loranger; Moi et l’autre de Gilles Richer. Il accueille également une nouvelle génération d'artistes, même s'il ne partage pas toutes leurs valeurs, ce dont témoigne la présentation, en septembre 1968, de L’Osstidcho King Size d’Yvon Deschamps et Robert Charlebois.

#### Le diable à quatreetHier, les enfants dansaient
En février 1964, il présente sa dernière revue, Le diable à quatre.
Sa troisième pièce, Hier, les enfants dansaient, est créée le 11 avril 1966 à la Comédie Canadienne. Éperonné par ses fils contestataires, sensible aux enjeux de cette décennie qui va se conclure dramatiquement avec les événements d’octobre 1970, Gélinas met en scène un père et son fils qui, malgré leur amour mutuel, se déchirent au sujet de l’avenir du Québec. En dépit de son actualité, la pièce trop cérébrale et argumentative ne remporte qu’un maigre succès d’estime.

#### Fin de la Comédie Canadienne
En 1972, le théâtre doit, pour des raisons financières, fermer ses portes. Gélinas a dû hypothéquer sa maison d’Oka pour éviter la faillite. Grâce à une subvention du gouvernement, il est libéré de ses dettes et le Théâtre du Nouveau Monde rachète la Comédie Canadienne. Un changement de propriétaire qui se traduira par un changement de vocation. À l'avenir, on y présentera en effet surtout du théâtre étranger.

### Cinéma
Depuis le début de sa carrière, Gratien Gélinas est fasciné par les possibilités du cinéma. Il a le projet, qui ne verra pas le jour, de filmer ses revues et de les diffuser à travers le Québec. Il loue cependant un vaste espace qui devient un studio et en 1943, il tourne avec les comédiens de sa troupe une parodie de l’œuvre d'Alexandre Dumas, La Dame aux camélias, la vraie, un court-métrage qu’il inclut dans sa revue Fridolinons de la même année. Les principaux sketchs de Fridolinons 45 seront filmés pour l'Office national du film (ONF) par le cinéaste Roger Blais.
En 1950, Gélinas est nommé au conseil d'administration de l'ONF, mais il le quitte deux ans plus tard, en 1952, au moment de participer à l’adaptation cinématographique de Tit-Coq. En 1969, il succède à Georges-Émile Lapalme en tant que président de la Société de développement de l’industrie cinématographique canadienne, l’ancêtre de Téléfilm Canada. Il occupe ses fonctions pendant neuf ans. Il renoue également avec le travail de comédien dans quelques films, dont Agnes of God de Norman Jewison avec Jane Fonda, Bonheur d’occasion et Les tisserands du pouvoir, de Claude Fournier, Red de Gilles Carle.

## Vie personnelle
À l'automne 1930, il fait la connaissance de Simone Lalonde, fille d'une voisine amie de sa mère. Ils se fréquentent durant cinq ans puis se marient le 12 juillet 1935. Ils ont six enfants : Sylvie, Michel, Yves, Pierre, Alain et Pascal. Gratien Gélinas est également le grand-père de Mitsou, Abeille et Noémie Gélinas, ainsi que de Gabriel Gélinas (coauteur du Guide de l'auto) et de l'auteure et historienne Anne-Marie Sicotte (qui lui a consacré une biographie en 1995).
Durant son mariage avec Simone Lalonde, Gratien Gélinas fait également la connaissance de la comédienne Huguette Oligny. Les deux se sont rencontrés en 1946, lors de la production de St Lazare’s Pharmacy de Miklos Laszlo. Devenu amoureux d'elle, mais refusant de faire subir une séparation acrimonieuse à ses enfants (comme celle de ses parents), il doit faire une croix sur sa relation avec Huguette, qui refuse d’être le second violon.
Simone Lalonde meurt des suites d'une longue maladie du cœur en février 1967. Gélinas renoue alors avec Huguette Oligny et les deux s'épousent en 1973. Toutefois, après 15 ans de vie commune, en août 1982, le couple se sépare.

### Dernières années
À 77 ans, il écrit La Passion de Narcisse Mondoux. Il interprète le personnage principal, au côté de sa compagne des dernières années, Huguette Oligny. La pièce est jouée plus de 500 fois à travers le Canada. En juin 1989, elle est présentée avec succès dans un petit théâtre de New York.
C'est au cours de cette période que se déclarent les premiers symptômes de la maladie qui devait l'emporter. Alors qu'il interprète son ultime pièce, Gratien Gélinas perd parfois la mémoire et oublie certaines parties de son texte. Le diagnostic tombe bientôt : il est atteint d'un syndrome cérébral organique de type dégénératif. Il doit alors de mettre un terme à sa carrière.
Les dernières années de Gratien Gélinas se déroulent loin du regard du public. Séparé de sa compagne Huguette Oligny depuis 1982, il se retrouve alors seul avec l'un de ses fils dans sa maison d'Oka. Comme le résume Anne-Marie Sicotte : « Au moment où Gratien s'est arrêté de courir, il a également arrêté de ressentir, de voir et d'entendre. Son vœu de savourer pleinement l'amour des siens n'est pas réalisé, puisqu'il n'a jamais su se rendre disponible ».
Gratien Gélinas meurt le 16 mars 1999, à l'âge de 89 ans. Il repose au cimetière Notre-Dame-des-Neiges.

## Œuvre

### Dramaturgie
- 1938-1946 : Les Fridolinades (Revues d'actualités)
- 1948 :  Tit-Coq
- 1959 :  Bousille et les Justes
- 1966 :  Hier, les enfants dansaient
- 1986 :  La Passion de Narcisse Mondoux

### Éditions de l’œuvre
- Tit-Coq. Pièce en trois actes, Montréal, Beauchemin, 1950, 197 p.; Les Éditions de l'Homme ltée, 1968; Quinze, 1980, 225 p. Présentation critique et bibliographie de Laurent Mailhot. «Présence»; Tit-Coq, 1981, 197 p. «Théâtre 10/10»; Montréal, Typo, 2010, 168 p. « Théâtre »
- Bousille et les Justes (théâtre), Montréal, Les Éditions de 1'Homme, 1960, 111 p. Ill.; 1967; Quinze, 1981, 116 p. «Théâtre 10/10»; Bousille et les Justes. Pièce en quatre actes, 111 p. «Présence»; Montréal, Typo, 1994, 128 p. « Théâtre »
- Hier, les enfants dansaient. Pièce en deux parties, [Montréal], Leméac, 1968, 159 p. «Théâtre canadien»; 1972. Ill. Édition scolaire pour l'enseignement du français langue seconde préparée et annotée par G.A. Klinck; Montréal, Typo, 1999, 144 p. « Théâtre »
- Les Fridolinades (théâtre), Montréal, Leméac, 1988 - 1938, 1939 et 1940; Montréal, Quinze, 1980-1981, 3 vol.: vol. 1, 1945 et 1946, 1980, 271 p. Présentation de Laurent Mailhot; vol. 2, 1943 et 1944, 1981, 351 p. Présentation de Laurent Mailhot; vol. 3, 1941 et 1942, 367 p.
- Les Fridolinades. Anthologie. Préparée par Anne-Marie Sicotte, Montréal, Typo, 2014, 416 p.
- La Passion de Narcisse Mondoux (théâtre), Montréal, Leméac, 1987, 135 p. «Théâtre»; Montréal, Quinze, 1992, 135 p.

### Ouvrages et articles critiques
- Victor-Lévy Beaulieu et Gratien Gélinas, Gratien, Tit-Coq, Fridolin, Bousille et les autres, Stanké, 1993
- Anne-Marie Sicotte, Gratien Gélinas: Du naïf Fridolin à l’ombrageux Tit-Coq, Montréal, collection Les Grandes Figures, XYZ éditeur, 2001
- Anne-Marie Sicotte, Gratien Gélinas: La Ferveur et le doute, Montréal, VLB éditeur, 2009
- Anne-Marie Sicotte, Gratien Gélinas : Un p’tit comique à la stature de géant, Montréal, VLB éditeur, 2009

### Traductions
- Traduction anglaise par Kenneth Johnstone: Tit-Coq. A Play in 2 Parts, [s.l., s.é.], 1950, [2], 44, [1], 48 p. (Texte polycopié); Tit-Coq, Toronto/Vancouver, Clarke, Irwin & Company limited, 1967, 84 p.
- Traduction anglaise par Kenneth Johnson: Bousille and the Just, Toronto/Vancouver, Clarke, Irwin & Company limited, 1961, 104 p.; 1966, 90 p. Collab. Joffre Miville-Dechêne.
- Traduction anglaise par Mavor Moore: Yesterday the Children Were Dancing, Toronto/Vancouver, Clarke, Irwin & Company Limited, 1967, 76 p.
- The Passion of Narcisse Mondoux, Toronto, Anansi, 1991.

### Filmographie

#### comme comédien
- 1942 : La Dame aux camélias, la vraie (court-métrage) : Fridolin/Sam Fridolinovitch[55],[56]
- 1945 : Fridolinons
- 1947 : Métropole
- 1953 : La Famille Plouffe (série télévisée) : Pète-dans-l'trèfle
- 1953 : Tit-Coq : Tit-Coq
- 1970 : Red : Frederic
- 1980 : Cordélia : Juge Bosse
- 1982 : Peau de banane (série télévisée) : Ernest Latendresse
- 1983 : Bonheur d'occasion (The Tin Flute) : Sam Latour
- 1985 : Agnès de Dieu (Agnes of God) : Père Martineau
- 1988 : Les Tisserands du pouvoir (feuilleton TV) : Jean-Baptiste, à 86 ans
- 1988 : Les Tisserands du pouvoir II: La Révolte
- 1989 : La Nuit des Démons

#### comme réalisateur
- 1942 : La dame aux camélias, la vraie (court-métrage)
- 1953 : Tit-Coq

#### comme scénariste
- 1942 : La Dame aux camélias, la vraie (court-métrage) : En collaboration avec Louis Pelland
- 1953 : Tit-Coq

#### comme producteur
- 1942 : La Dame aux camélias, la vraie (court-métrage)
- 1953 : Tit-Coq

## Récompenses et honneurs
- 1967 : Officier de l'Ordre du Canada
- 1967 : Prix Victor-Morin
- 1982 : nommé membre d'honneur de l'Union des écrivaines et des écrivains québécois[57]
- 1985 : Chevalier de l'Ordre national du Québec
- 1988 : Médaille de l'Académie des lettres du Québec
- 1988 : Grand prix de l'écriture S.T. Dupont
- 1989 : Compagnon de l'Ordre du Canada
- 1989 : Grand Montréalais dans la catégorie culturelle[58]
- 1989 : Doctorat honorifique du Collège militaire royal de Saint-Jean
- 1989 : Doctorat en lettres honoris causa de l'université Concordia (Montréal)[59]
- 2016 : Commandeur de l’Ordre de Montréal (à titre posthume)[58]

## Hommages
Quatre rues du Québec ont été désignées en son honneur : à Montréal, Lévis, Mirabel et Rimouski.
Dans son village natal, Saint-Tite, l'auditorium de l'école secondaire Paul-Lejeune honore sa mémoire.
Le prix Gratien-Gélinas, décerné annuellement depuis 1994 par le Centre des auteurs dramatiques du Québec (CEAD), vise à promouvoir les dramaturges québécois de la relève.
En 2009, Pascal Gélinas a réalisé un documentaire consacré à son père : Gratien Gélinas, un géant aux pieds d’argile. Il fait également campagne depuis plusieurs années pour rebaptiser l’autoroute 640 (au nord de Montréal) d'après son père.
Anne-Marie Sicotte petite-fille de Gratien Gélinas a réalisé une série d'entrevues avec son grand-père pour la rédaction de la biographie "Gratien Gélinas : la ferveur et le doute", parue en deux tomes aux Éditions Québec/Amérique en 1995 et 1996.
L'humoriste Yvon Deschamps et l'auteur dramatique Michel Tremblay ont été décrits comme les fils spirituels de Gratien Gélinas,,.

## Archives
Les archives personnelles du dramaturge sont conservées dans le Fonds Gratien Gélinas (Bibliothèque et Archives Canada),.
Un fonds d'archives plus modeste est conservé au centre d'archives de Montréal de Bibliothèque et Archives nationales du Québec.